# Las Toninas
Las Toninas är en ort i Argentina.   Den ligger i provinsen Buenos Aires, i den östra delen av landet, 260 km sydost om huvudstaden Buenos Aires. Las Toninas ligger 4 meter över havet och antalet invånare är 5 278.
Terrängen runt Las Toninas är mycket platt. Havet är nära Las Toninas österut. Närmaste större samhälle är Santa Teresita, 6,4 km söder om Las Toninas.